# Arizona Stadium
 (avril 2025).
Si vous disposez d'ouvrages ou d'articles de référence ou si vous connaissez des sites web de qualité traitant du thème abordé ici, merci de compléter l'article en donnant les références utiles à sa vérifiabilité et en les liant à la section « Notes et références ».
L'Arizona Stadium  est un stade de football américain de 57 803 places situé sur le campus de l'Université d'Arizona à Tucson en Arizona. L'équipe de football américain universitaire des Arizona Wildcats évolue dans cette enceinte inaugurée en 1928. Ce stade est la propriété de l'Université d'Arizona.

## Histoire
Le stade ne compte que 7000 places à son inauguration en 1928. En 1938, on ajouta 3000 places avant de porter la capacité à 22 671 places en 1950, 33 000 en 1965, 50 000 en 1976 puis 55 000 en 1988. La capacité officielle actuelle de 57 803 places fut dépassée à plusieurs occasions. Ainsi, le record d'affluence culmine à 59 920 spectateurs le 23 novembre 1996 pour le match Arizona-Arizona State. La meilleure moyenne de spectateurs sur une saison complète est de 56 612 spectateurs en 1993.
À la suite de coûteux travaux (6,4 millions de dollars) débutés en 1989, le stade est équipé d'une structure de quatre étages surplombant le terrain. On trouve 319 places de loges au premier étage, 13 suites au second, la loge présidentielle au troisième et le centre des médias au quatrième. Ce centre des médias comprend 103 places pour la presse écrite, 3 boxes pour les retransmissions radio et 3 boxes pour les retransmissions télévisées notamment.